# 제15회 일본 참의원 의원 통상선거
제15회 일본 참의원의원 통상선거는 1989년 7월 23일에 시행된 일본 참의원의원의 선거이다.

## 선거 정보

### 투표일
- 1989년 7월 23일

### 선거권자
- 선거권자 89,891,358명

## 선거 결과

### 투표자수
- 전국구 58,434,062명
- 지역구 58,446,365명

### 투표율
- 전국구 - 65.01%

- 남성 : 64.35%
- 여성 : 65.62%

- 지역구 - 65.02%

- 남성 : 64.36%
- 여성 : 65.63%

### 정당별 획득 의석
| 정당명              | 개선 | 비개선 | 합계 |
| ------------------- | ---- | ------ | ---- |
| 여당                | 36   | 73     | 109  |
| 자유민주당          | 36   | 73     | 109  |
| 야당                | 90   | 53     | 143  |
| 일본사회당          | 46   | 20     | 66   |
| 연합의 회           | 11   | 1      | 12   |
| 공명당              | 10   | 10     | 20   |
| 일본공산당          | 5    | 9      | 14   |
| 민사당              | 3    | 5      | 8    |
| 세금당              | 2    | 1      | 3    |
| 제2원클럽           | 1    | 1      | 2    |
| 스포츠평화당        | 1    | 0      | 1    |
| 샐러리맨신당        | 0    | 1      | 1    |
| 오키나와 사회대중당 | 1    | 0      | 1    |
| 무소속              | 10   | 5      | 15   |
| 합계                | 126  | 126    | 252  |

## 선거 이후
- 자민당 총재이자 총리이던 우노 소스케는 1989년 7월 24일에 기자회견을 열어 선거 패배의 책임을 지고 퇴진하겠다고 밝혔다. 이후 가이후 도시키가 총재로 추대되었다.
- 자민당이 우세하던 중의원에서는 가이후 도시키를 차기 총리로 선출했지만, 여야가 역전된 참의원에서는 일본사회당 위원장인 도이 다카코를 선출했다. 결국 1948년 이래 처음으로 양원이 다른 수상을 선출해 양원 협의회가 열렸지만, 성과는 없었다. 결국 일본국 헌법 제67조 제2항에 따라 중의원 의결을 우선으로 하여 가이후 도시키가 내각총리대신으로 취임했다.